# Alburnus qalilus
Alburnus qalilus är en fiskart som beskrevs av Friedhelm Krupp 1992. Alburnus qalilus ingår i släktet Alburnus och familjen karpfiskar. Inga underarter finns listade i Catalogue of Life.
Denna fisk förekommer i västra Syrien vid Medelhavet och kanske i norra Libanon. Den hittas i mindre vattendrag och i träskmarker samt i vattenmagasin.
Beståndet hotas av vattenföroreningar och av nya dammbyggnader. Utbredningsomradet är maximalt 150 km² stort. IUCN kategoriserar arten globalt som starkt hotad.